# Themba Mkhize
Themba Mkhize (* 1957 in Durban) ist ein südafrikanischer Jazzpianist und Sänger.

## Leben und Wirken
Mkhize erhielt ab dem siebten Lebensjahr klassischen Klavierunterricht und entdeckte den Jazz erst in seiner Highschool-Zeit. Nach Anfängen in der lokalen Band Dukes Combo begann er 1981 professionell aufzutreten; mit der Band Sakhile nahm er zwei Platten auf. 1984 wurde er Mitglied der Band Bayete, der er für mehr als zehn Jahre angehörte. Er trat in dem von Caiphus Semenya verfassten Musical Buwa auf, das von Simbabwe aus mit einer prominenten Besetzung mit Jonas Gwangwa, Hugh Masekela, Dorothy Masuka und Letta Mbulu durch Afrika auf Tournee ging. 1994 ging er als musikalischer Leiter mit Masekela und Miriam Makeba auf Amerika- und Europa-Tournee, bevor er nach Südafrika zurückkehrte, um das Debütalbum von Sibongile Khumalo zu produzieren. Daneben produzierte er Werbemusik ebenso wie Aufnahmen von Vusi Khumalo und war an Masekelas Album Hope beteiligt.
1999 legte er mit Tales from the South sein Debütalbum vor, dem die Melodien traditioneller Isintu-Gesänge zugrunde gelegt waren. Seine Verschmelzung von afrikanischen Rhythmen mit den Jazzeinflüssen Amerikas entwickelte er auf den Alben Lost and Found (2001) und Hands On (2004) als „SAfro-Jazz“ fort. Alle diese Alben wurden mit South African Music Awards ausgezeichnet. 2009 nahm er gemeinsam mit der SWR Big Band das Album Shosholoza auf, das Klassiker der südafrikanischen Popmusik porträtiert; mit diesem Programm tourte die Band 2011 und trat auch 2019 mit ihm bei der Bundesgartenschau Heilbronn auf.
Sein Sohn Afrika Mkhize ist ebenfalls Jazzpianist.

## Diskographische Hinweise
- Scenes from South Africa (1999–2004, Skip)
- Shosholoza (2009, Skip, mit Siya Makuzeni und Hlulani Hlangwane)